# Joris van Themseke
Joris van Themseke (Brugge, ca. 1510  - Keulen, 5 mei 1580) was schout en burgemeester van Brugge.

## Levensloop
Van Themseke was een zoon van Jan van Themseke, die achtereenvolgens trouwde met Monique Helle en Antoinette Le Maire en die burgemeester van de raadsleden werd in Brugge. Joris was getrouwd met Jacqueline van Coudenhove en ze kregen verschillende kinderen.
Tussen 1539 en 1547 was Joris herhaaldelijk raadslid en schepen van Brugge. In 1544-1546 was hij burgemeester van de raadsleden. In september 1547 werd hij opnieuw raadslid maar werd tevens ontvanger van de nieuwe impositieën voor het kwartier van Brugge en bleef dit tweede tot in december 1550, en opnieuw van mei 1552 tot april 1558.
In 1556 werd hij door de Spaanse landvoogd benoemd tot schout van Brugge en van het Brugse Vrije. Hij vervulde dit mandaat tot in januari 1575.
Van december 1575 tot september 1577 werd hij burgemeester van de schepenen van Brugge. Begin 1580 werd hij uit Brugge verbannen door het calvinistisch bestuur. Hij vestigde zich in Keulen en overleed er op 5 mei 1580. Zijn vrouw was er op 12 april 1580 overleden.